# Oostdijk
Oostdijk (51° 50′ N, 3° 58′ L) é uma cidade dos Países Baixos, na província de Holanda do Sul. Oostdijk pertence ao município de Goedereede, e está situada a 13 km, a oeste de Hellevoetsluis.
A área de Oostdijk, que também inclui as partes periféricas da cidade, bem como a zona rural circundante, tem uma população estimada em 160 habitantes.